# Piotrkowo (województwo kujawsko-pomorskie)
Piotrkowo – wieś w Polsce położona w województwie kujawsko-pomorskim, w powiecie golubsko-dobrzyńskim, w gminie Ciechocin.

## Podział administracyjny
W latach 1975–1998 miejscowość położona była w województwie toruńskim.

## Demografia
Według Narodowego Spisu Powszechnego (III 2011 r.) wieś liczyła 260 mieszkańców. Jest siódmą co do wielkości miejscowością gminy Ciechocin.